# 1988 dans les parcs de loisirs
| Années des parcs de loisirs : 1985 - 1986 - 1987 - 1988 - 1989 - 1990 - 1991    |
| Décennies des parcs de loisirs : 1950 - 1960 - 1970 - 1980 - 1990 - 2000 - 2010 |

## Parcs d'attractions

### Ouverture
- Happyland New ( Suisse)
- Janfusun Fancyworld ( Taïwan)
- Méga Parc ( Canada) ouvert au public en mai.
- Metroland ( Royaume-Uni) ouvert au public en février.
- Rabkoland ( Pologne) ouvert au public le 12 mai.
- Ranch de Neverland ( États-Unis)
- Selva Mágica ( Mexique)
- SeaWorld San Antonio ( États-Unis) ouvert au public le 27 mai.
- TusenFryd ( Norvège) ouvert au public le 11 juin.
- Wasalandia ( Finlande) ouvert au public le 10 juin.

### Fermeture
- Palace Amusements ( États-Unis) fermé le 27 novembre 1988
- La Vallée des Peaux-Rouges ( France)

## Parcs aquatiques

### Ouverture
- Océade ( Belgique) ouvert au public le 16 mai[1].

## Événements
- Knott's Berry Farm ( États-Unis) reçoit l'Applause Award au titre de meilleur parc de loisirs du monde.
- Premières montagnes russes à posséder sept inversions : Shockwave à Six Flags Great America aux États-Unis.

## Attractions
Ces listes sont non exhaustives.

### Montagnes russes

#### Délocalisations
| Nom                | Type/Modèle         | Constructeur      | Parc                           | Pays        | Anciennement                          |
| ------------------ | ------------------- | ----------------- | ------------------------------ | ----------- | ------------------------------------- |
| Alton Mouse        | Wild Mouse          | Vekoma            | Alton Towers                   | Royaume-Uni | Speedy Gonzales au Prater de Vienne   |
| Boomerang          | Navette / Boomerang | Vekoma            | Reino Aventura                 | Mexique     | Boomerang à Rafaela Padilla           |
| Looping Star       | Assises             | Anton Schwarzkopf | OK Corral                      | France      | Looping Star à Pleasureland Southport |
| Stampede           | Assises / Z40       | Pinfari           | Frontierland Family Theme Park | Royaume-Uni | Cyclone à Blackpool Pleasure Beach    |
| Super figure Eight | Métal / Jumbo 5     | Anton Schwarzkopf | Funland Park Folkestone        | Royaume-Uni | Jumbo 5 à Meli Park                   |
| Wild Mouse         | Wild Mouse          | Butlin            | Brean Leisure Park             | Royaume-Uni | Wild Mouse à Harbour Park             |
| Z-Force            | Assises             | Intamin           | Six Flags Over Georgia         | États-Unis  | Z-Force à Six Flags Great America     |

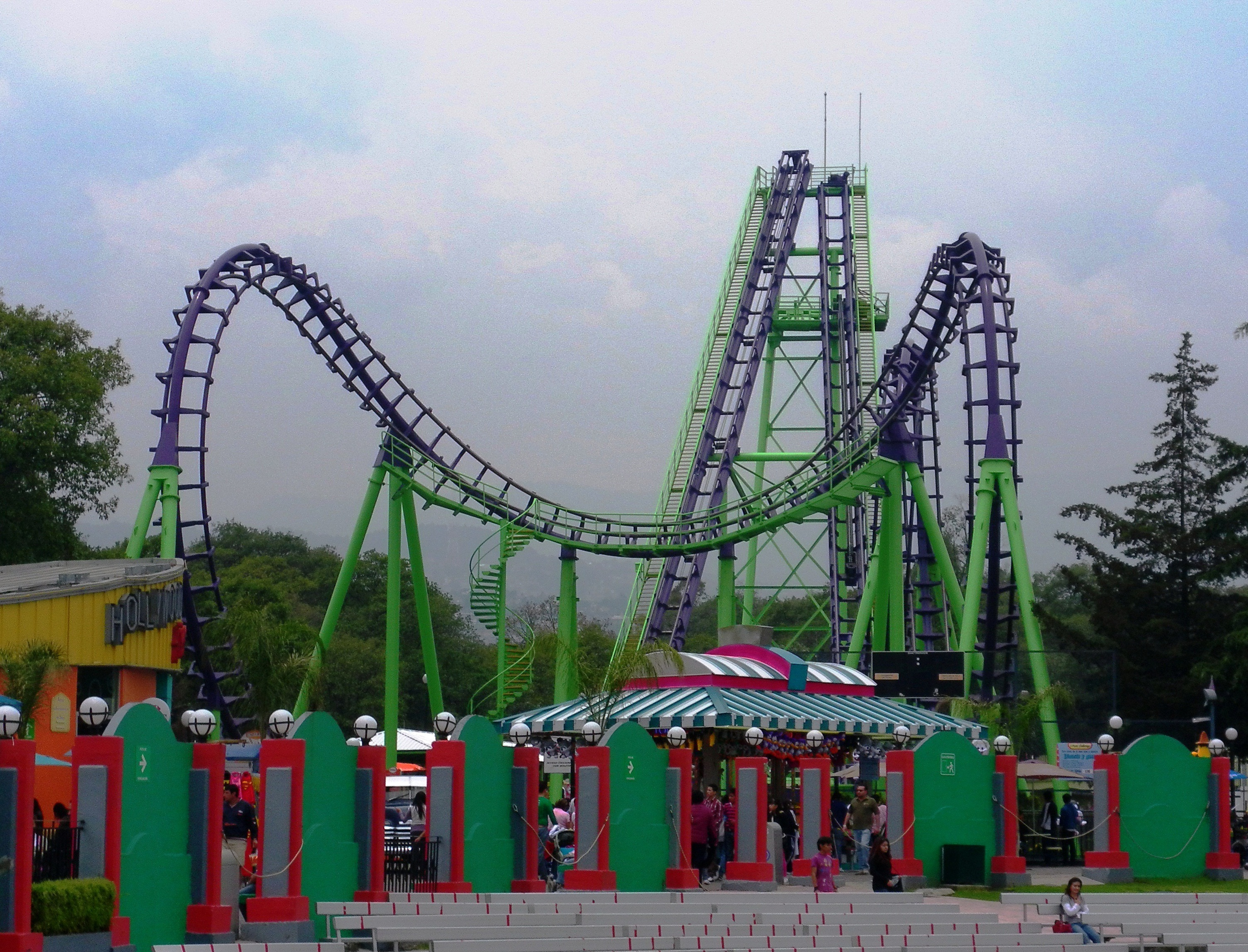
Boomerang à Reino Aventura

#### Nouveautés
| Nom                                                                            | Type/Modèle                         | Constructeur              | Parc                           | Pays         |
| ------------------------------------------------------------------------------ | ----------------------------------- | ------------------------- | ------------------------------ | ------------ |
| Alton Beast                                                                    | Assises                             | Anton Schwarzkopf         | Alton Towers                   | Royaume-Uni  |
| Avalanche                                                                      | Bobsleigh                           | Mack Rides                | Blackpool Pleasure Beach       | Royaume-Uni  |
| Avalanche                                                                      | Bobsleigh                           | Mack Rides                | Kings Dominion                 | États-Unis   |
| Bandit                                                                         | Assises                             | Togo                      | Yomiuri Land                   | Japon        |
| Bayern Express                                                                 | Assises                             | Soquet                    | Nigloland                      | France       |
| Boomerang Devenu EqWalizer en 2014, puis Generator en 2021.                    | Navette / Boomerang                 | Vekoma                    | Walibi Rhône-Alpes             | France       |
| Capitale Express                                                               | En intérieur                        | Mack Rides                | Méga Parc                      | Canada       |
| Double Loop                                                                    | Assises                             | Meisho Amusement Machines | Fuji-Q Highland                | Japon        |
| Double Loop and Cork Screw Devenu Rolling X-Train en 2004.                     | Looper                              | Arrow Dynamics            | Everland Resort                | Corée du Sud |
| Dragon Coaster                                                                 | Junior / Super Nessi Junior Coaster | Cavazza Diego             | Flamingo Land Theme Park & Zoo | Royaume-Uni  |
| Eureka Mine Ride                                                               | Wild Mouse en intérieur             |                           | Dreamworld                     | Australie    |
| Jetline                                                                        | Assises                             | BHS, Zierer               | Gröna Lund                     | Suède        |
| Londonderry Express                                                            | Assises                             | Vekoma                    | Lotte World                    | Corée du Sud |
| Loopen                                                                         | Assises / Tornado                   | Vekoma                    | TusenFryd                      | Norvège      |
| Miralooping                                                                    | Assises / Double Loop Corkscrew     | Vekoma                    | Mirapolis                      | France       |
| Ninja                                                                          | à véhicules suspendus               | Arrow Dynamics            | Six Flags Magic Mountain       | États-Unis   |
| Raging Wolf Bobs                                                               | Bois                                | Dinn Corporation          | Geauga Lake                    | États-Unis   |
| Red Devil Devenu Cliff Hanger en 2007.                                         | Assises                             | Hopkins Rides             | Ghost Town in the Sky          | États-Unis   |
| Roller Coaster                                                                 | Junior / Tivoli                     | Zierer                    | New Metroland                  | Royaume-Uni  |
| Shockwave                                                                      | Assises                             | Arrow Dynamics            | Six Flags Great America        | États-Unis   |
| Soopa Loopa                                                                    | Assises                             | Soquet                    | Lightwater Valley              | Royaume-Uni  |
| Space Center Devenu Temple of the Night Hawk en 2001, puis Crazy Bats en 2019. | Assises en intérieur                | Vekoma                    | Phantasialand                  | Allemagne    |
| Stand Up                                                                       | Debout                              | Intamin                   | Skara Sommarland               | Suède        |
| Wolverine Wildcat                                                              | Bois                                | Dinn Corporation          | Michigan's Adventure           | États-Unis   |
| Zyclone                                                                        | Métal / Zyklon Z47                  | Pinfari                   | Morey's Piers                  | États-Unis   |

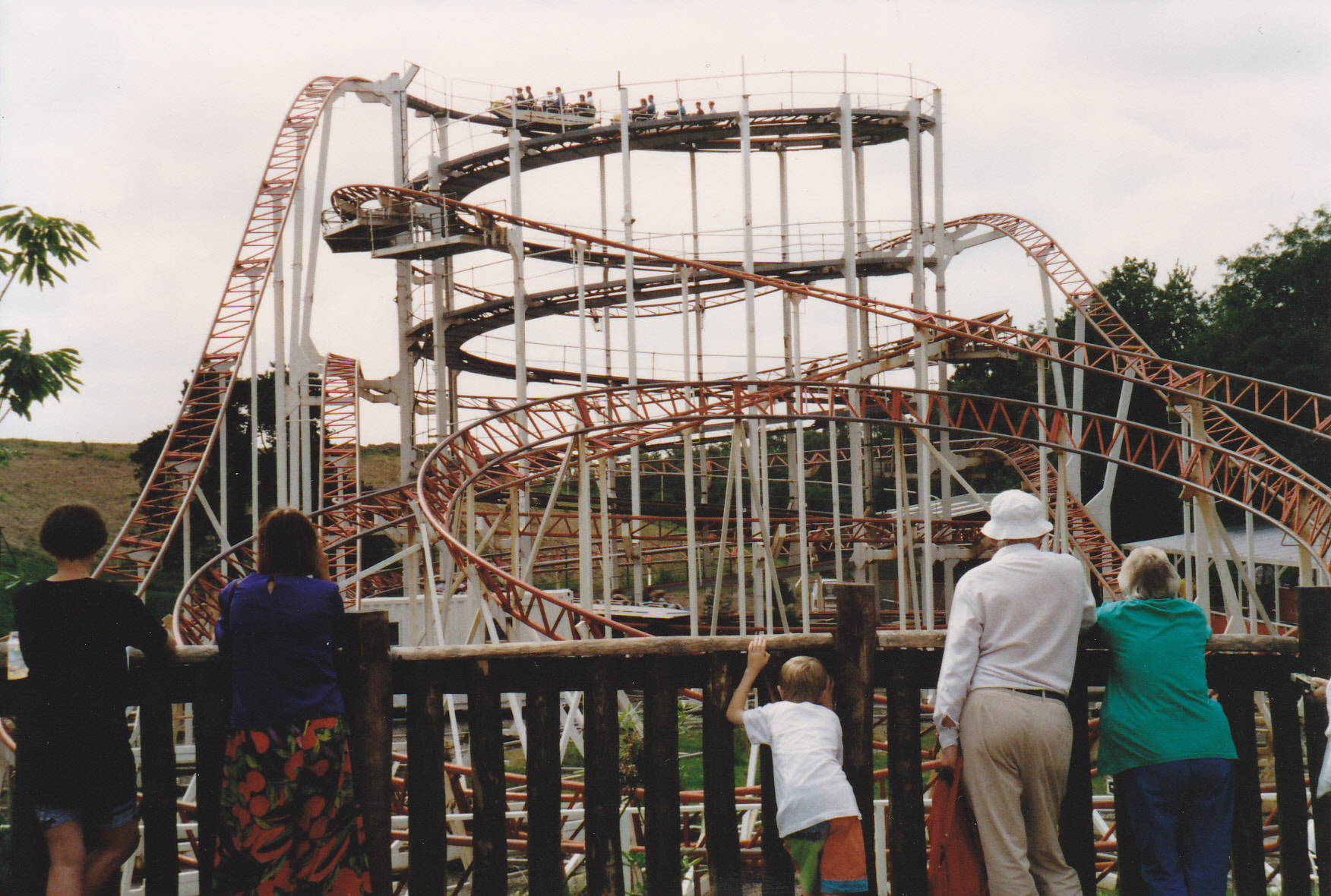
Alton Beast à Alton Towers
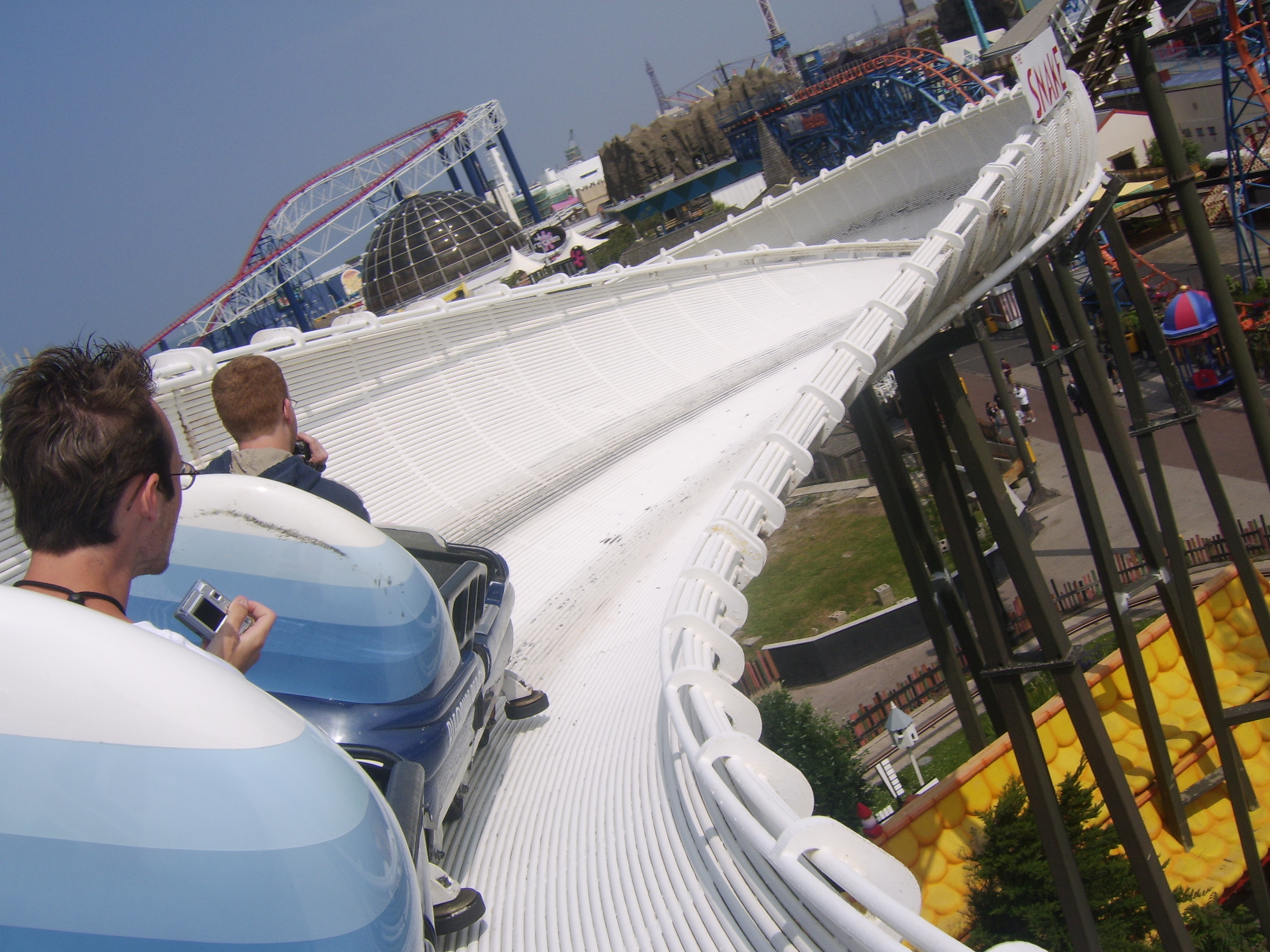
Avalanche à Blackpool Pleasure Beach
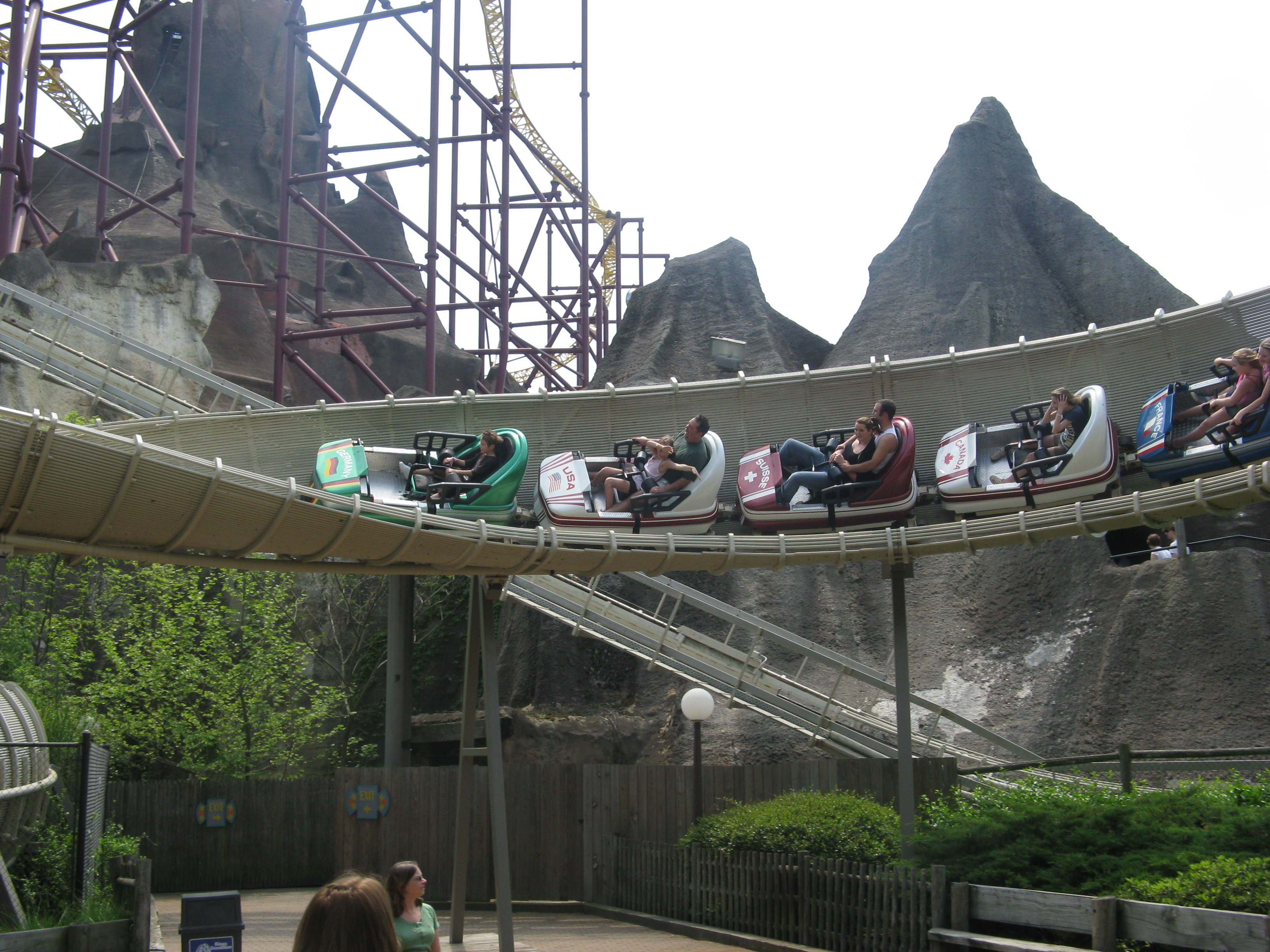
Avalanche à Kings Dominion
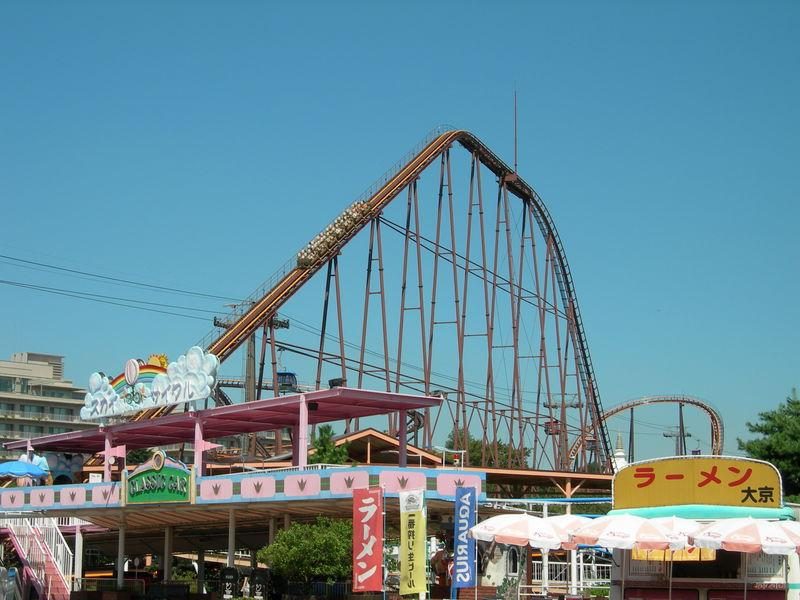
Bandit à Yomiuri Land
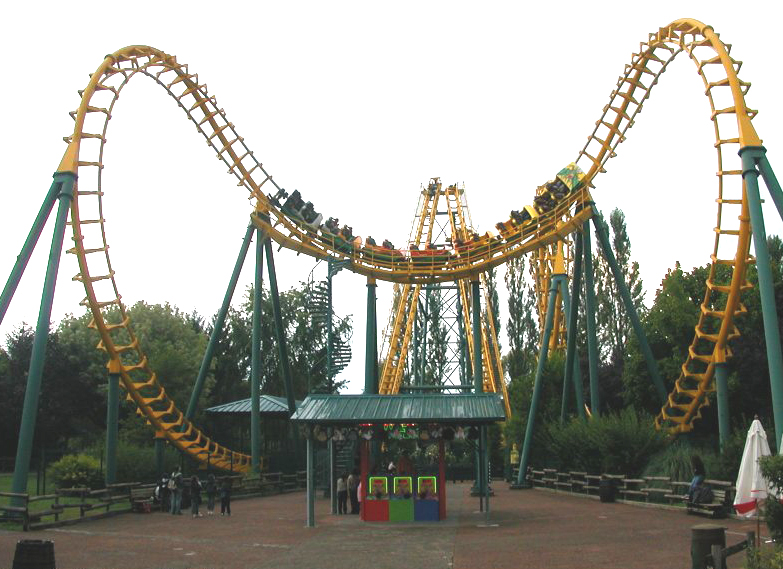
Boomerang à Walibi Rhône-Alpes
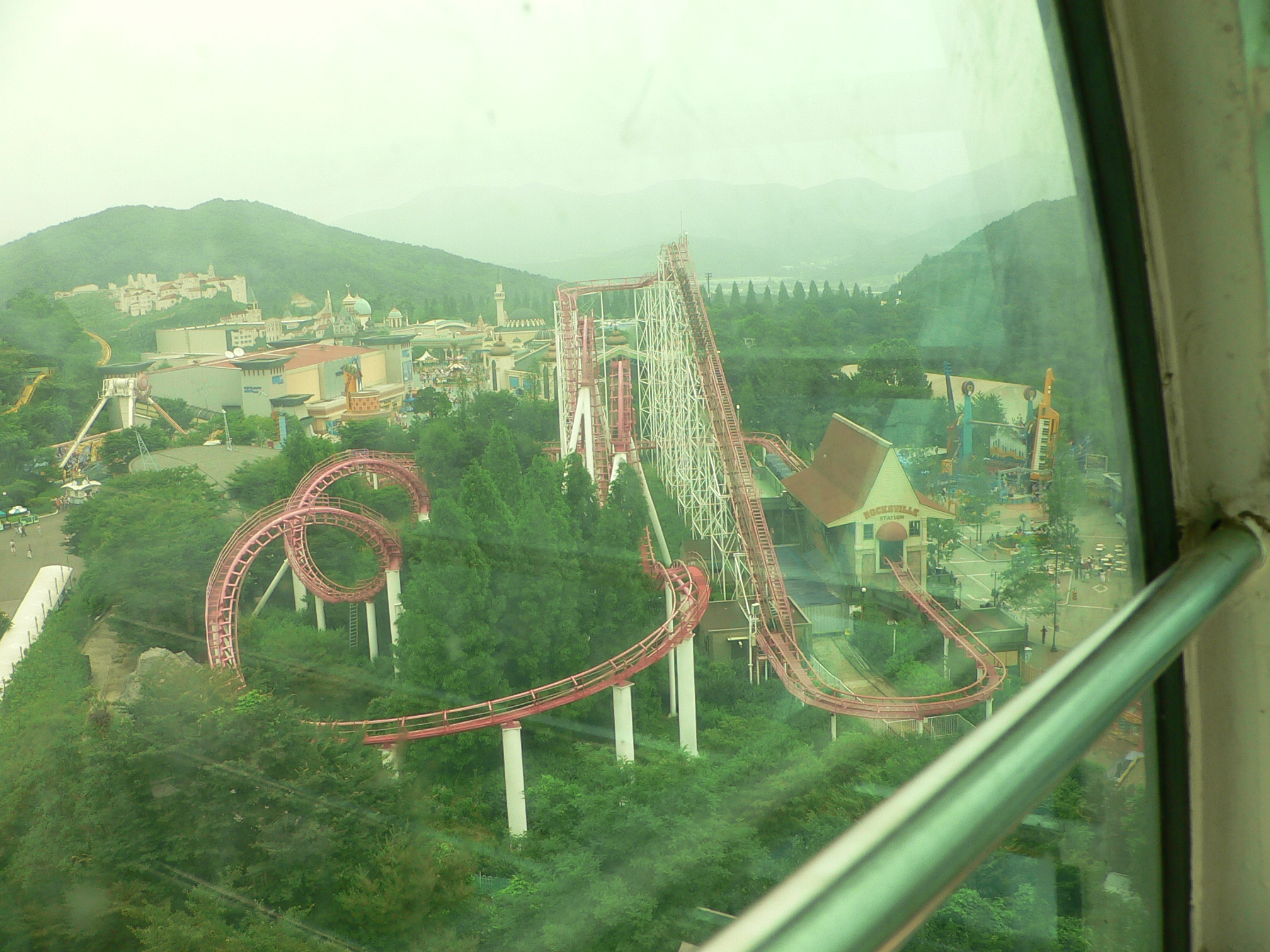
Double Loop and Cork Screw à Everland Resort
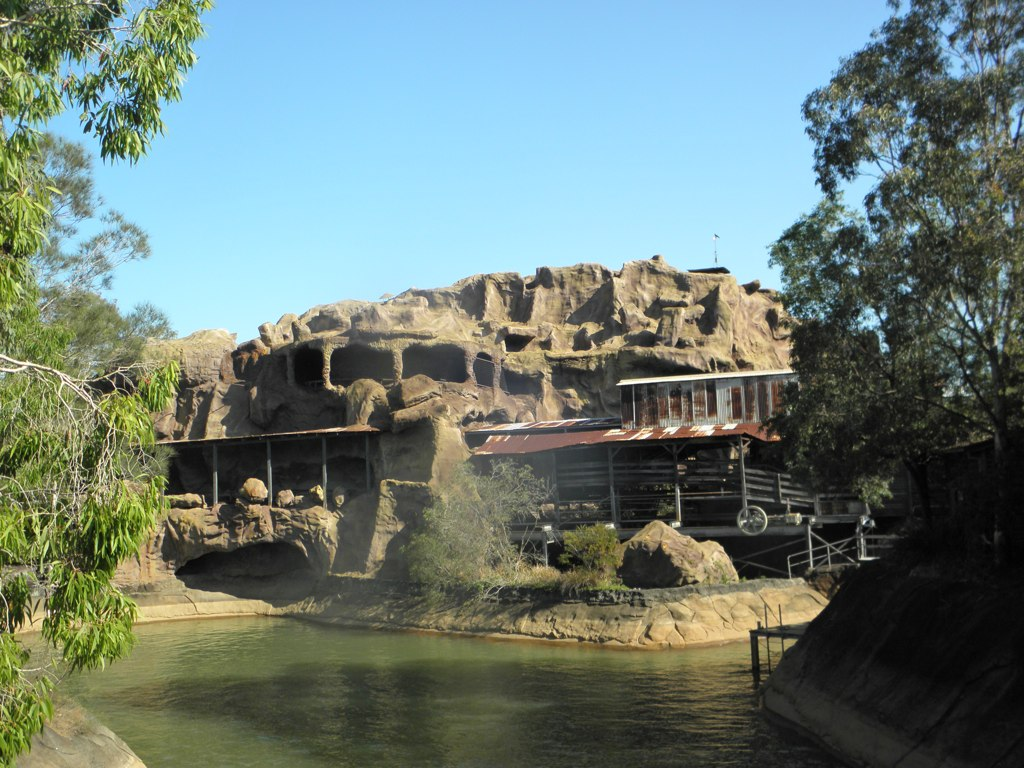
Eureka Mine Ride à Dreamworld
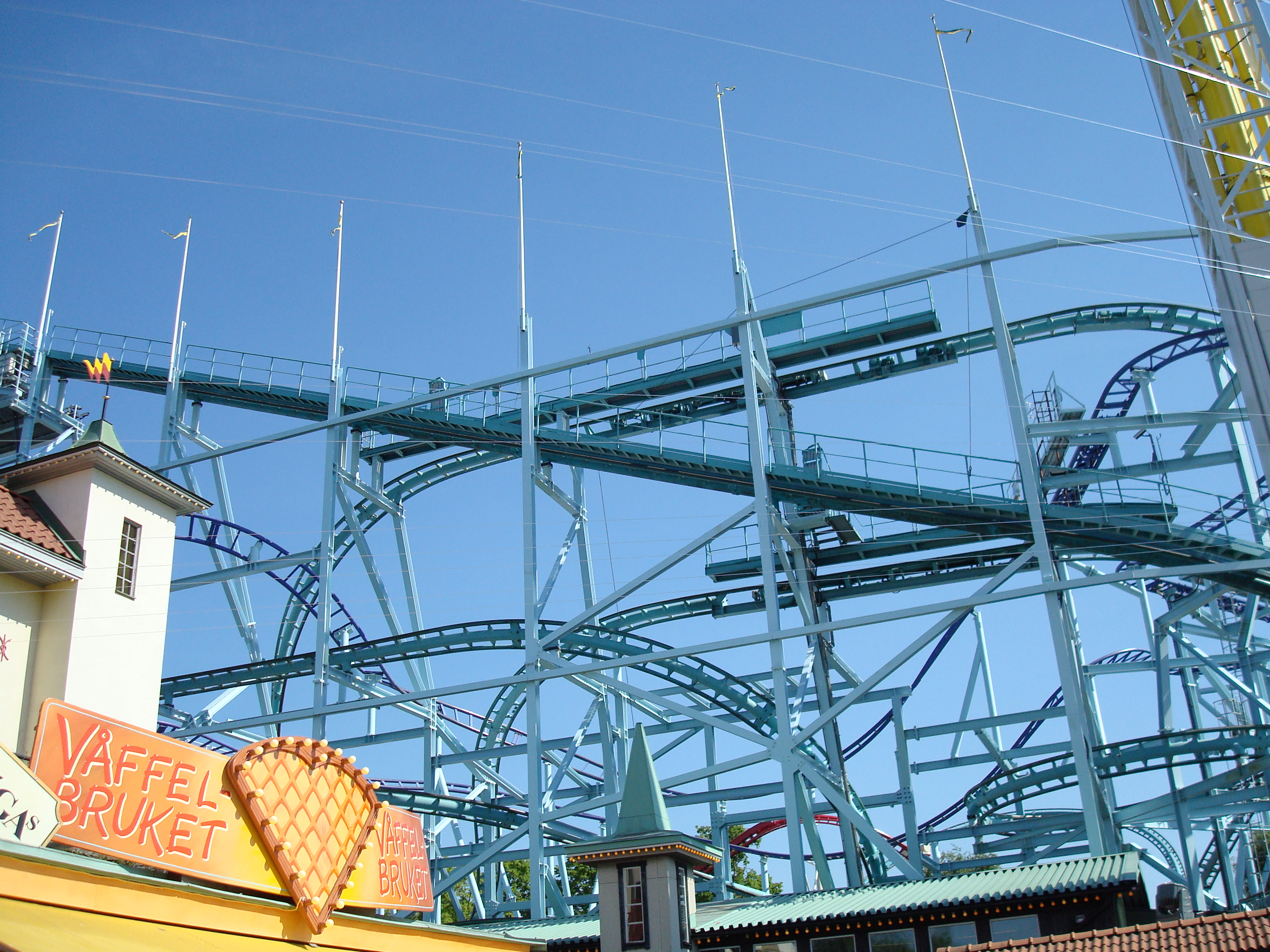
Jetline à Gröna Lund
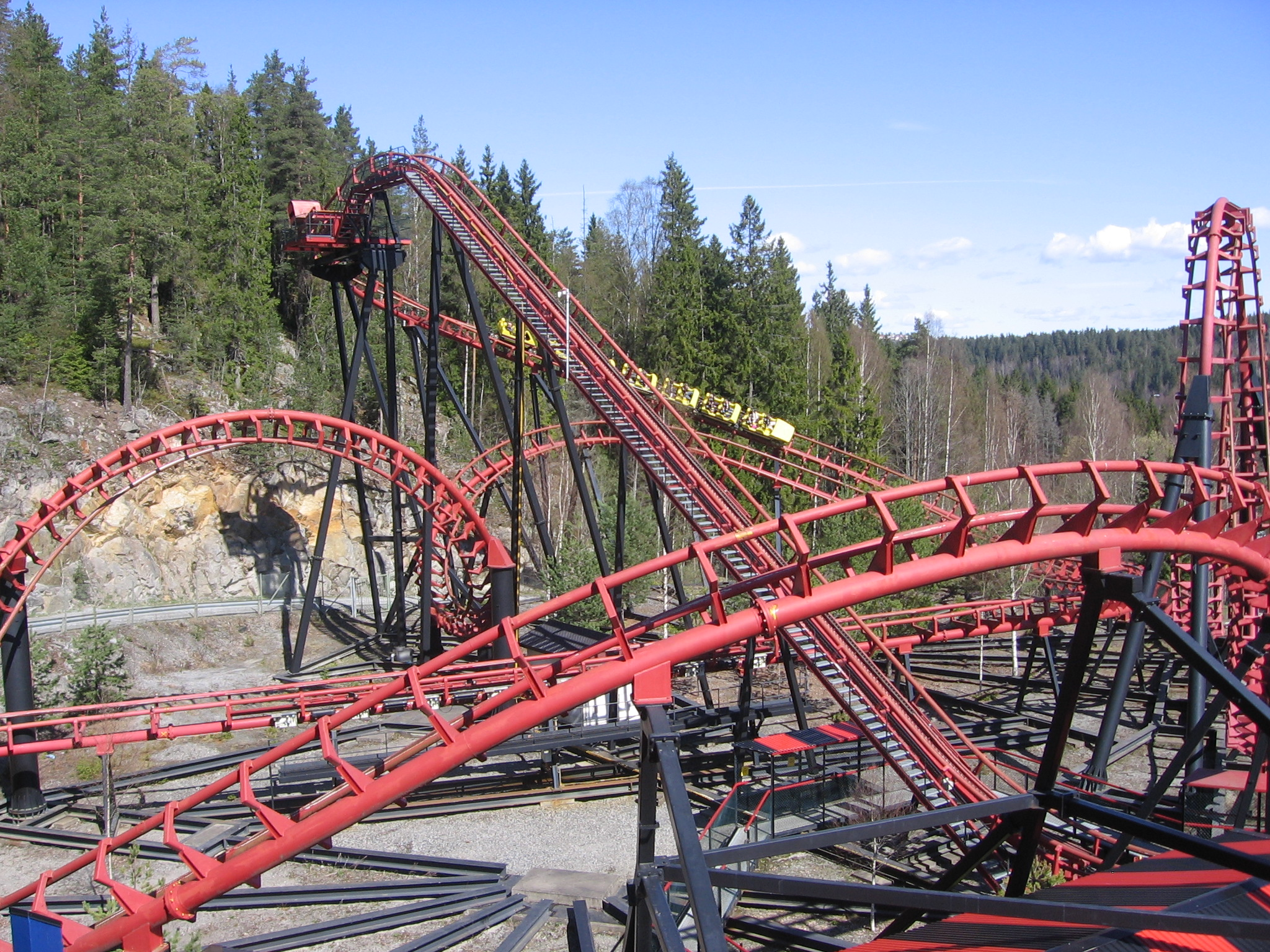
Loopen à TusenFryd
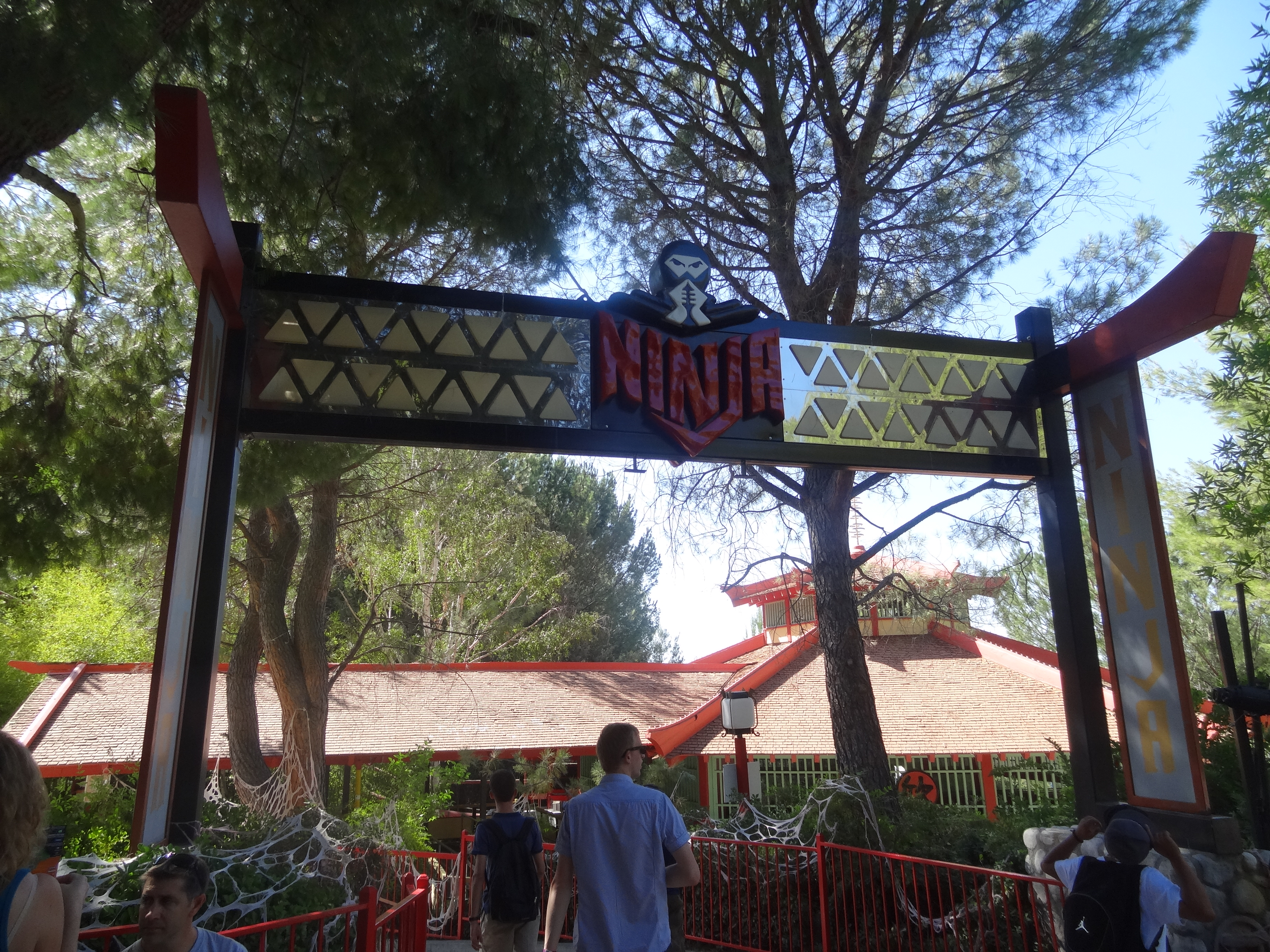
Entrée de Ninja à Six Flags Magic Mountain
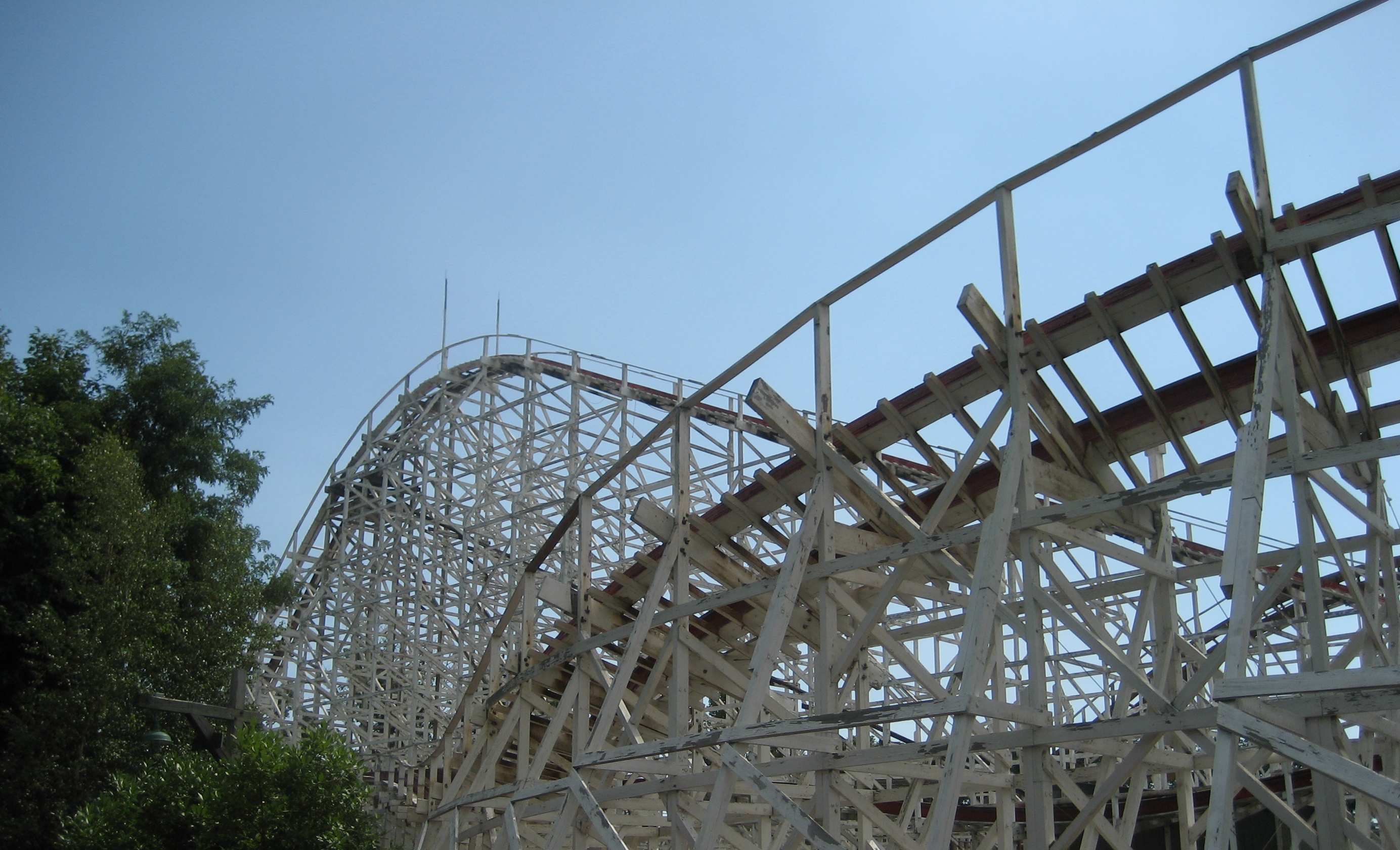
Raging Wolf Bobs à Geauga Lake
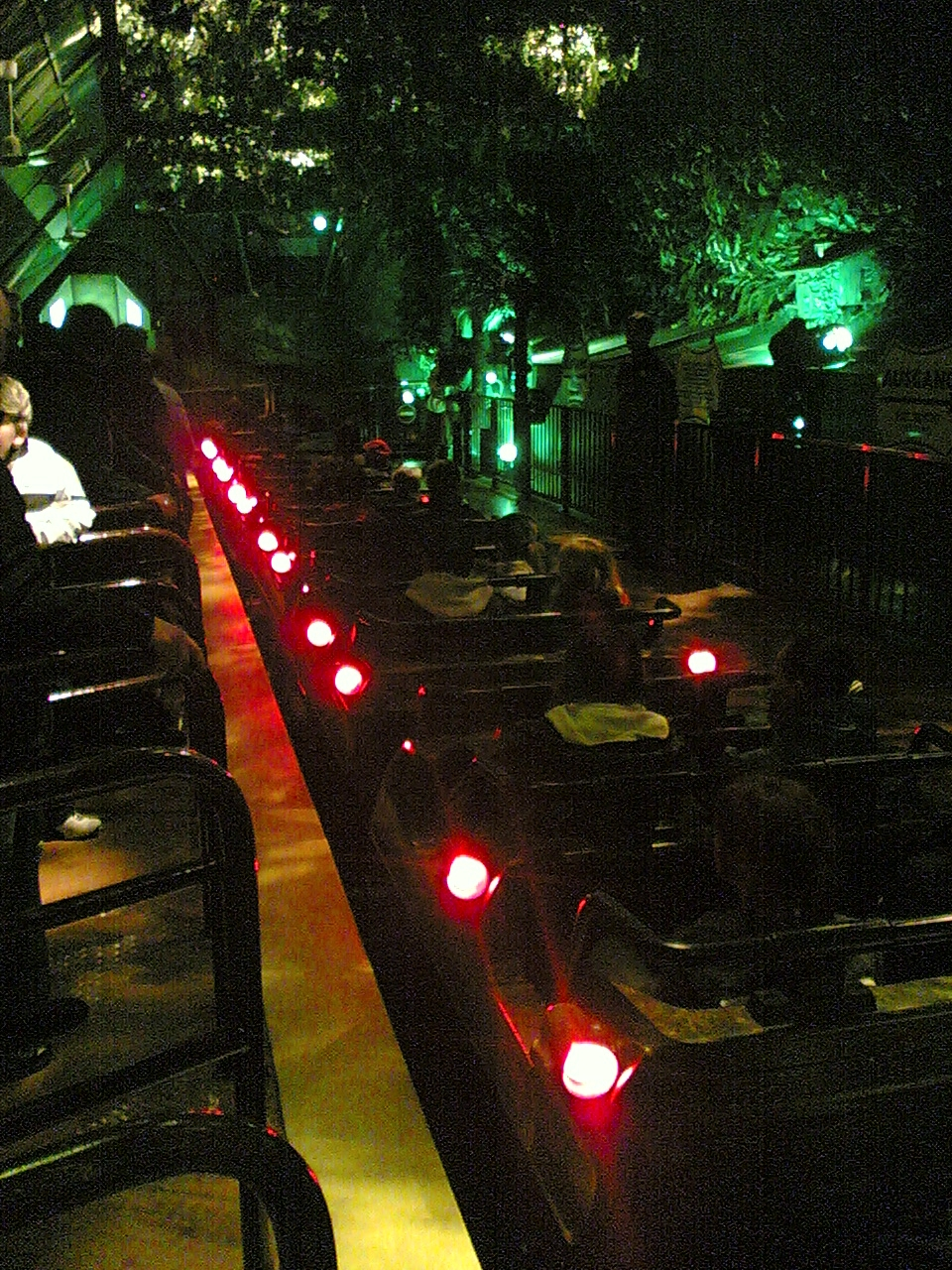
Space Center à Phantasialand
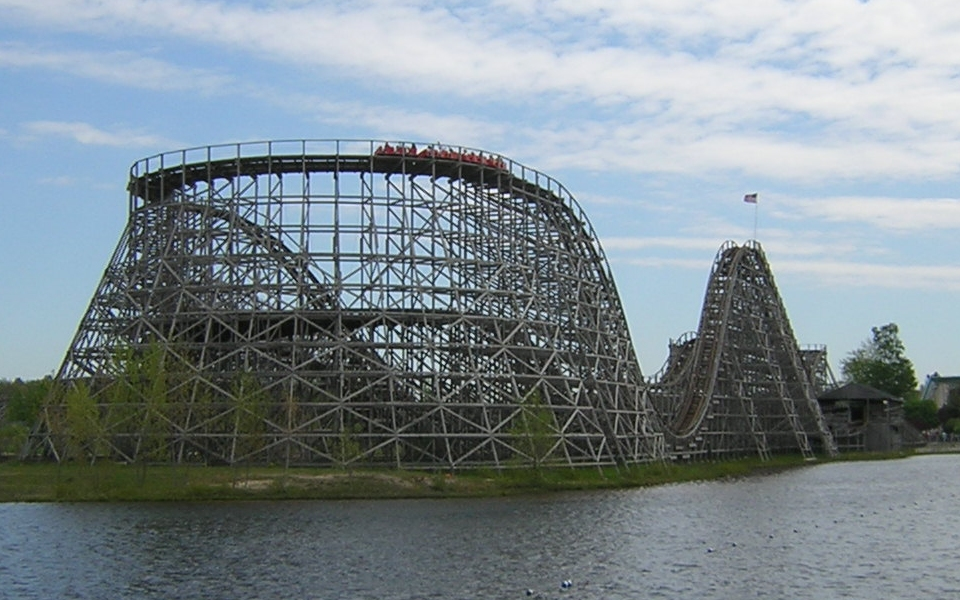
Wolverine Wildcat à Michigan's Adventure

### Autres attractions
| Nom                          | Type/Modèle                  | Constructeur                 | Parc                            | Pays       |
| ---------------------------- | ---------------------------- | ---------------------------- | ------------------------------- | ---------- |
| Bateau Pirate                | Bateau à bascule             | Huss Rides                   | La Ronde                        | Canada     |
| Bengal Express               | Train panoramique            | Vekoma / Space leisure       | Bellewaerde                     | Belgique   |
| Bengal Rapid River           | Rivière rapide en bouées     | Vekoma / Space leisure       | Bellewaerde                     | Belgique   |
| Bigfoot Rapids               | Rivière rapide en bouées     |                              | Knott's Berry Farm              | États-Unis |
| Black Buccaneer              | Bateau à bascule             | Huss Rides                   | Chessington World of Adventures | Angleterre |
| Château des Visions          | Cinéma en relief             |                              | Mirapolis                       | France     |
| Condor                       | Condor                       | Huss Rides                   | Six Flags Over Mid-America      | États-Unis |
| Condor                       | Condor                       | Huss Rides                   | Six Flags Great Adventure       | États-Unis |
| Congo Falls                  | Shoot the Chute / Spillwater | Intamin                      | Kings Island                    | États-Unis |
| El Paso Special              | Parcours scénique interactif | Mack Rides / Heimo           | Bobbejaanland                   | Belgique   |
| Enterprise                   | Enterprise                   | Huss Rides                   | TusenFryd                       | Norvège    |
| Enterprise                   | Enterprise                   | Huss Rides                   | Wasalandia                      | Finlande   |
| Explorer II                  | Grande roue                  | Robles Atracciones           | Boudewijnpark                   | Belgique   |
| Flying Carpet                | Tapis volant                 | Zierer                       | Kennywood                       | États-Unis |
| Galion Pirate                | Bateau à bascule             | Zamperla                     | Nigloland                       | France     |
| Holstein-Turm                | Tour panoramique             | Huss Rides                   | Hansa-Park                      | Allemagne  |
| Jungle Rock                  | Round-up                     |                              | Avonturenpark Hellendoorn       | Pays-Bas   |
| Kaffeetassen                 | Tasses                       | Mack Rides                   | Gardaland                       | Italie     |
| Koskenlaskurata              | Bûches                       | Mack Rides                   | Wasalandia                      | Finlande   |
| La Descente du Colorado      | Rivière rapide en bouées     | Soquet                       | Le Pal                          | France     |
| Maelstrom                    | Barque scénique              |                              | Epcot                           | États-Unis |
| Mini Dragons                 | Mini Jet                     | Zamperla                     | Mirapolis                       | France     |
| Montgolfières                | Balloon Race                 | Zamperla                     | Mirapolis                       | France     |
| Monsieur Cannibale           | Tasses                       | Mack Rides                   | Efteling                        | Pays-Bas   |
| Navette aux Mille Sensations | Cinéma dynamique             |                              | Mirapolis                       | France     |
| Octopussy Castle             | Train fantôme                | Robles Atracciones           | Boudewijnpark                   | Belgique   |
| Old Timers                   | Circuits de tacots           | Robles Atracciones           | Boudewijnpark                   | Belgique   |
| Pilvenpyörä                  | Paratrooper                  | Frank Hrubetz & Company (en) | Tykkimäki                       | Finlande   |
| Radja River                  | Rivière rapide en bouées     | Intamin                      | Walibi Wavre                    | Belgique   |
| Rivière sauvage              | Rivière rapide en bouées     |                              | La Mer de sable                 | France     |
| Roman Rapids                 | Rivière rapide en bouées     | Intamin                      | Busch Gardens: The Old Country  | États-Unis |
| Scrambler                    | Scrambler                    | Eli Bridge Company           | Enchanted Village               | États-Unis |
| Space                        | Manège d'avions              |                              | Boudewijnpark                   | Belgique   |
| Tacots 1900                  | Circuits de tacots           | Soquet                       | Parc Bagatelle                  | France     |
| Tidal Wave                   | Shoot the Chute              | Hopkins Rides                | Six Flags Astroworld            | États-Unis |
| Tømmerstupet                 | Bûches                       |                              | TusenFryd                       | Norvège    |
| Treintje                     | Petit train                  | Robles Atracciones           | Boudewijnpark                   | Belgique   |
| Valle dei Re                 | Parcours scénique            | Eagle Enterprises            | Gardaland                       | Italie     |
| Viikinkilaiva                | Bateau à bascule             | Zierer                       | Särkänniemi                     | Finlande   |
| Whitewater Falls             | Shoot the Chute              | Hopkins Rides                | Carowinds                       | États-Unis |

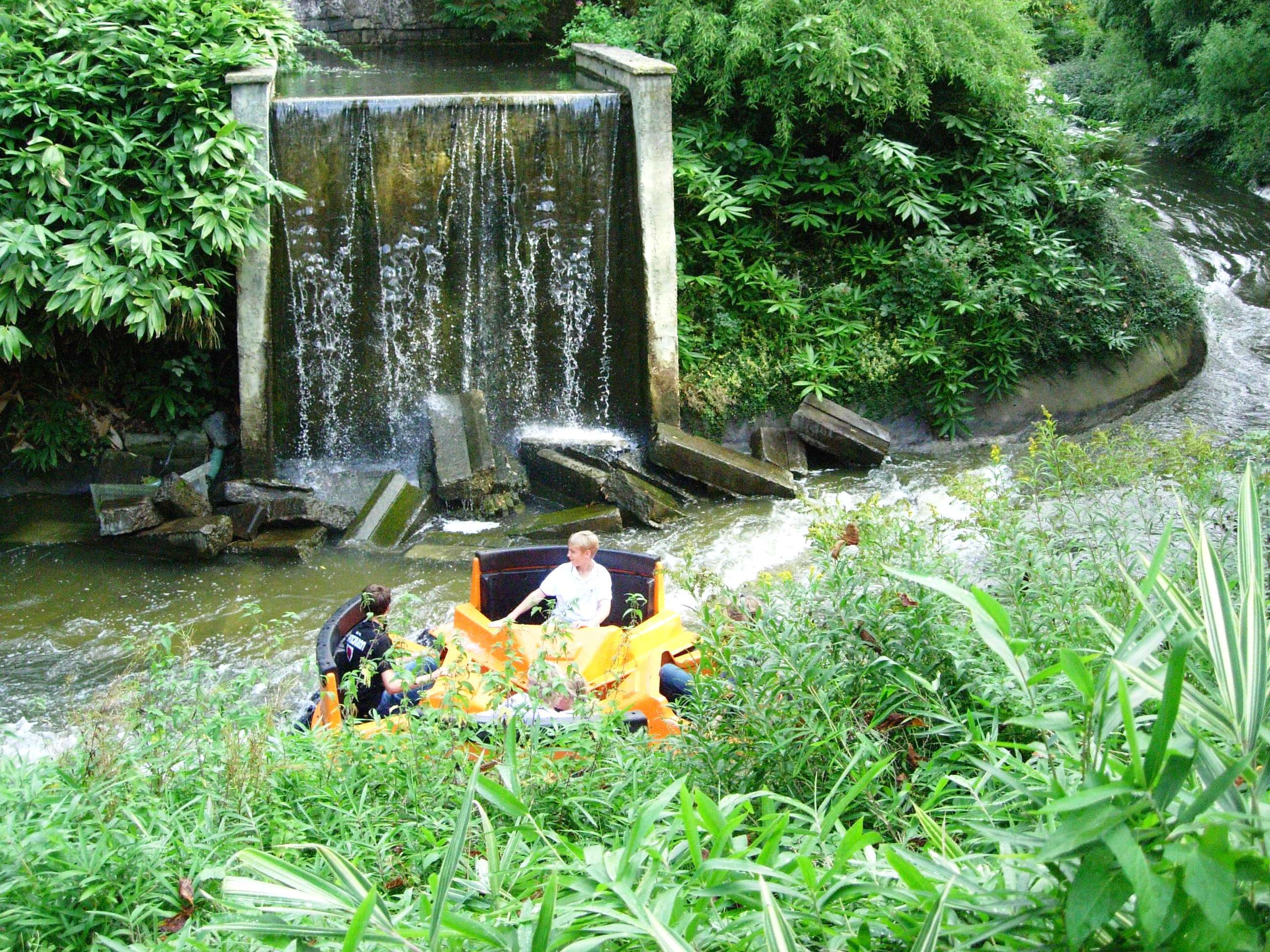
Bengal Rapid River à Bellewaerde
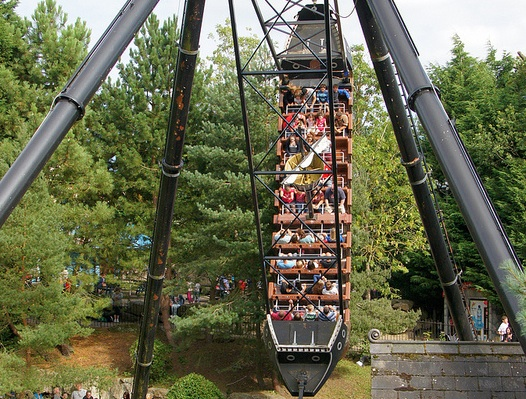
Black Buccaneer à Chessington World of Adventures
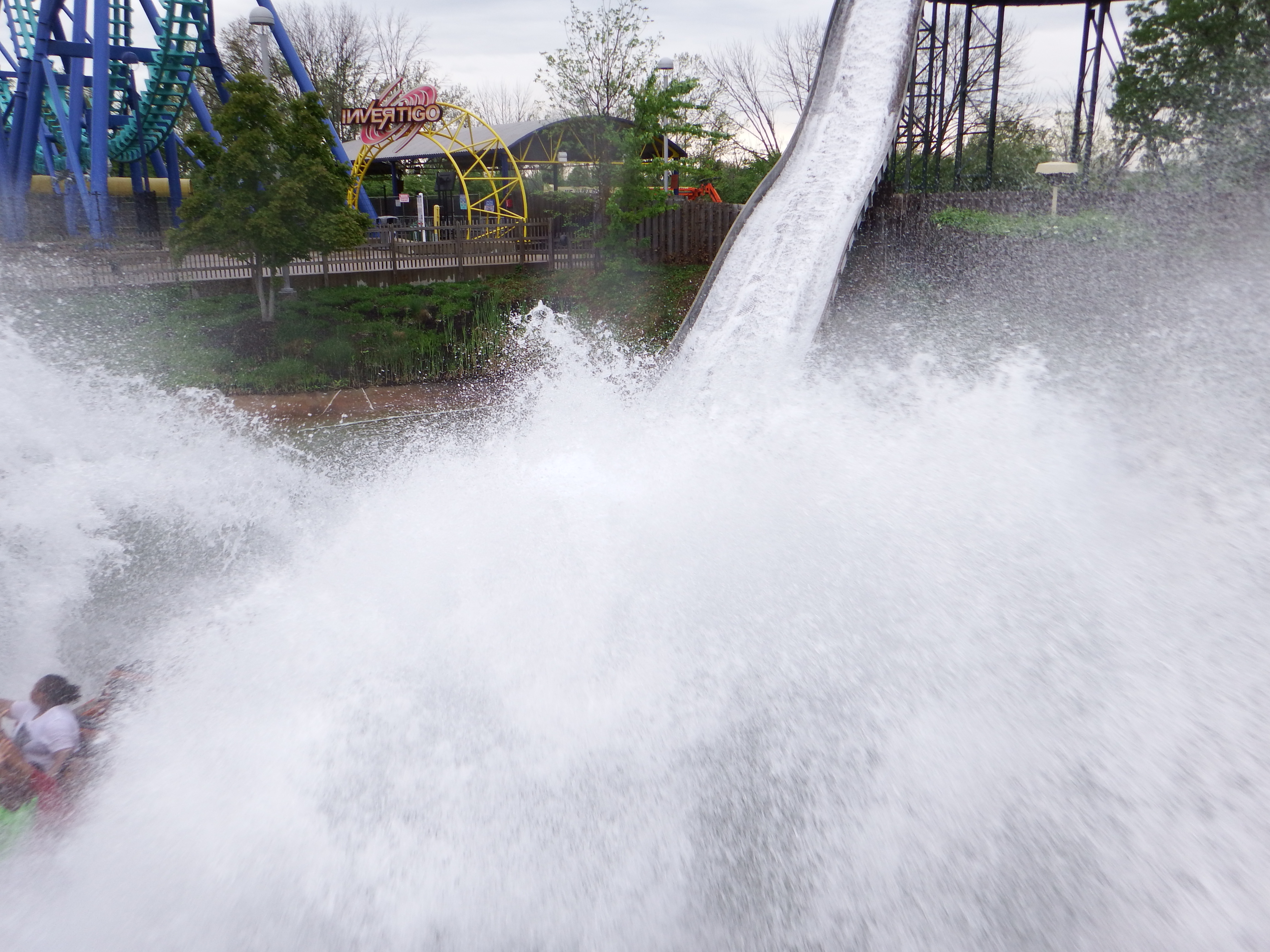
Congo Falls à Kings Island
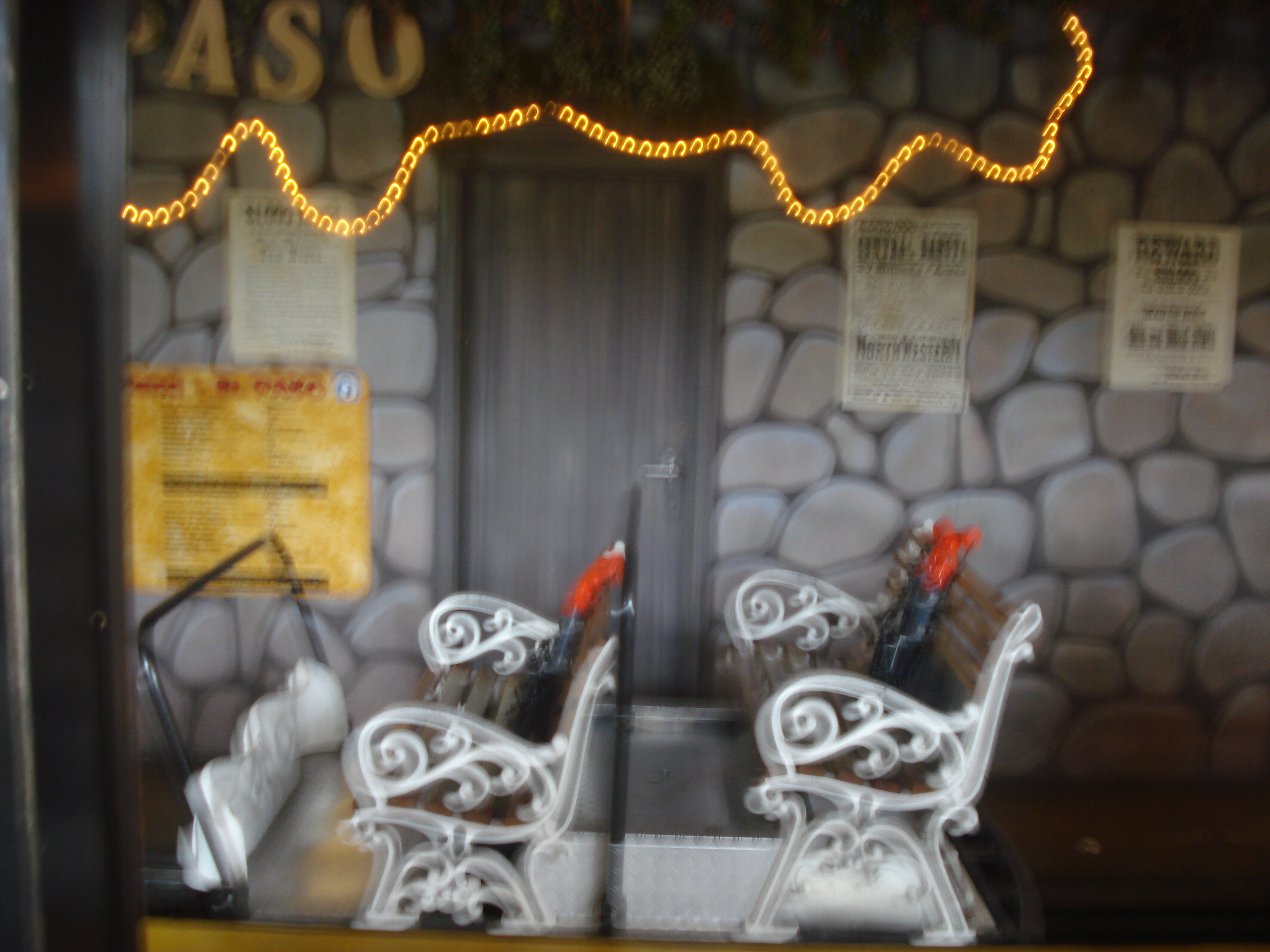
El Paso Special à Bobbejaanland
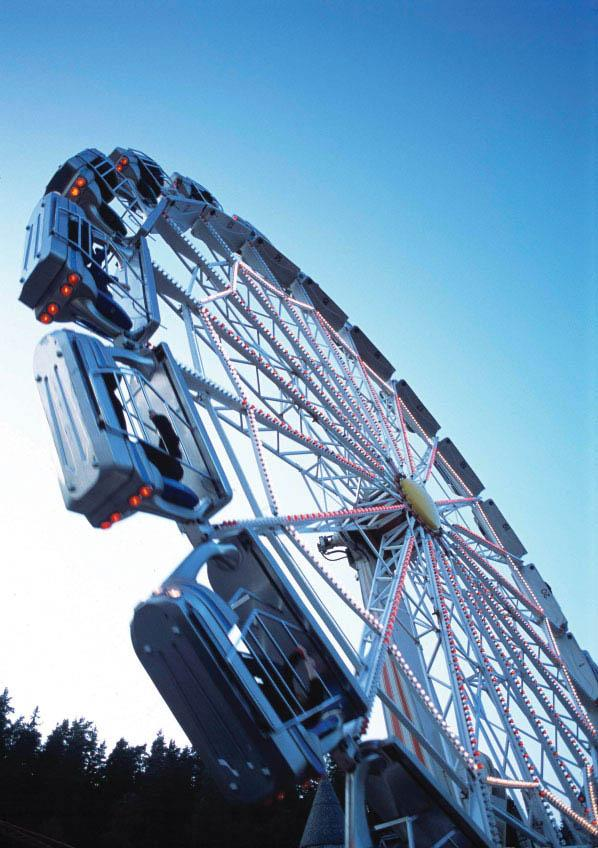
Enterprise à TusenFryd
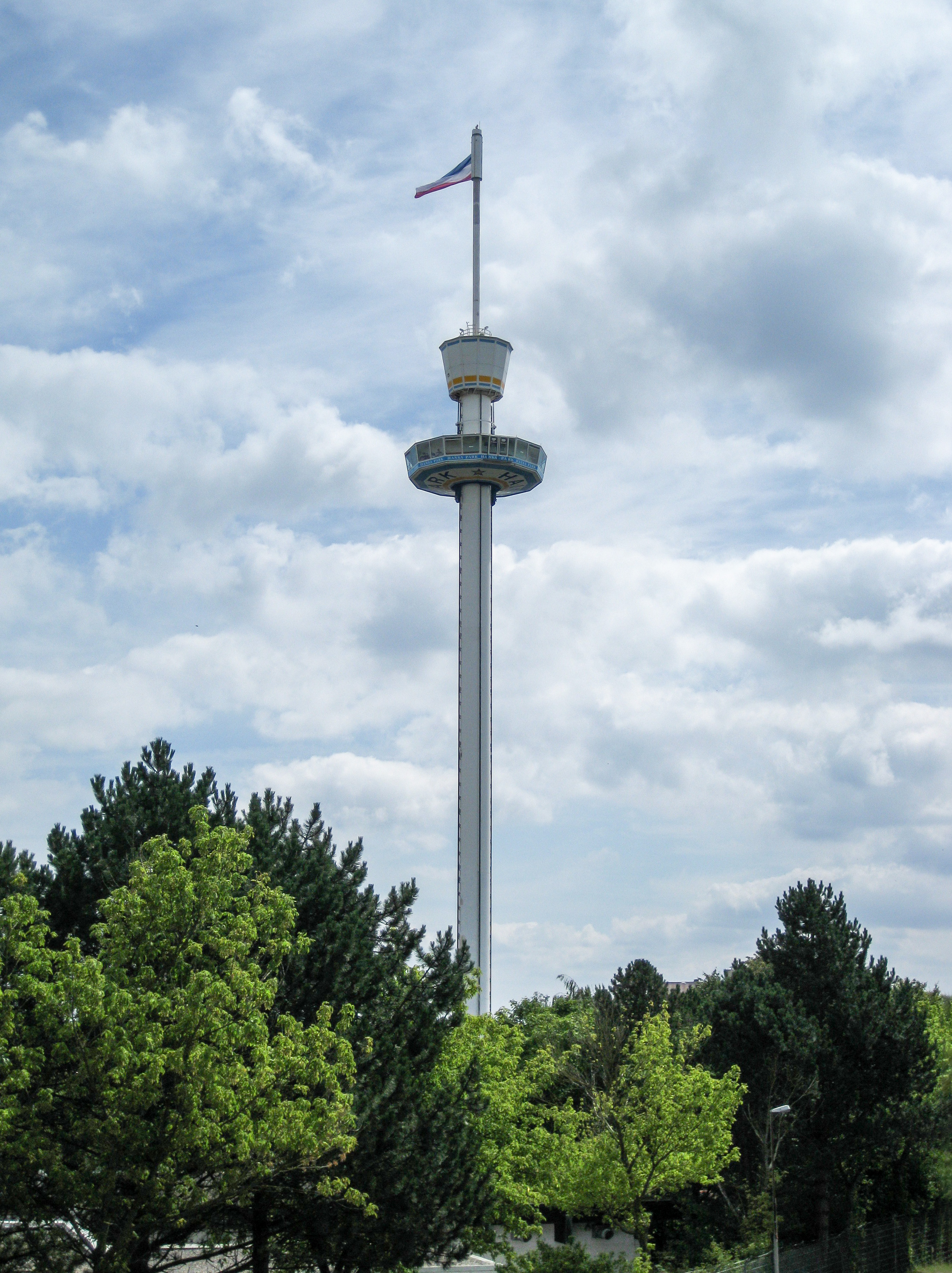
Holstein-Turm à Hansa-Park
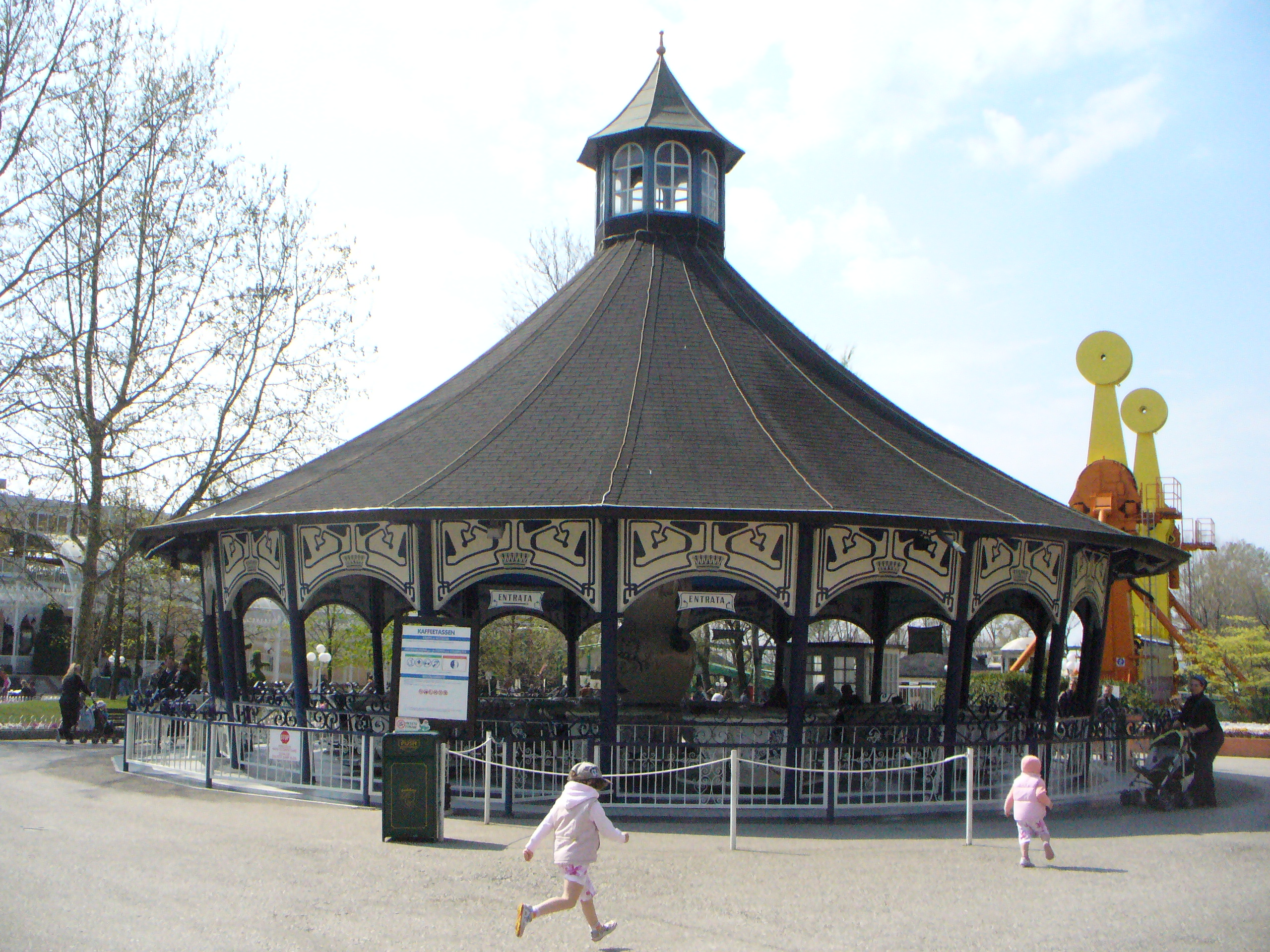
Kaffeetassen à Gardaland
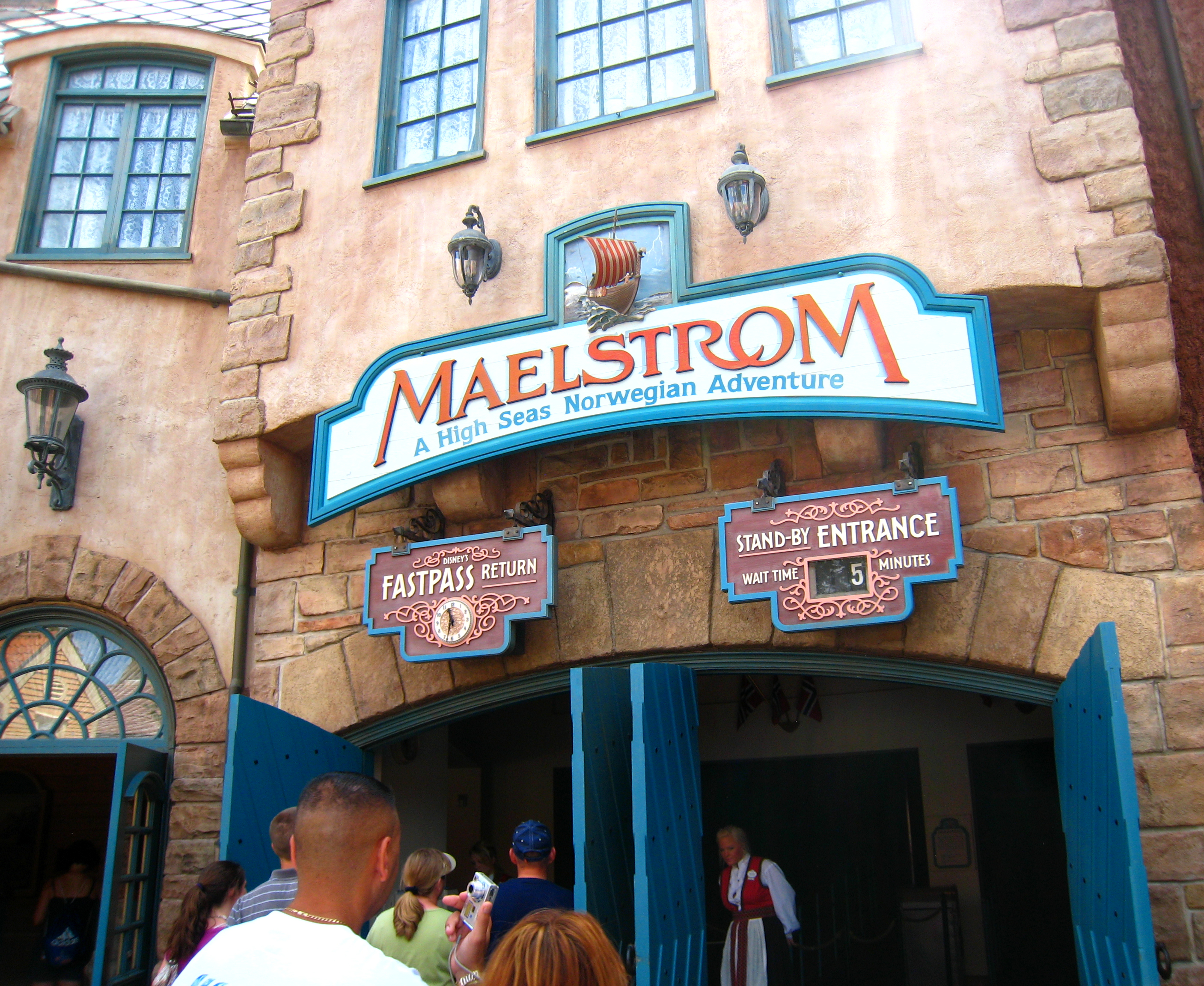
Maelstrom à Epcot
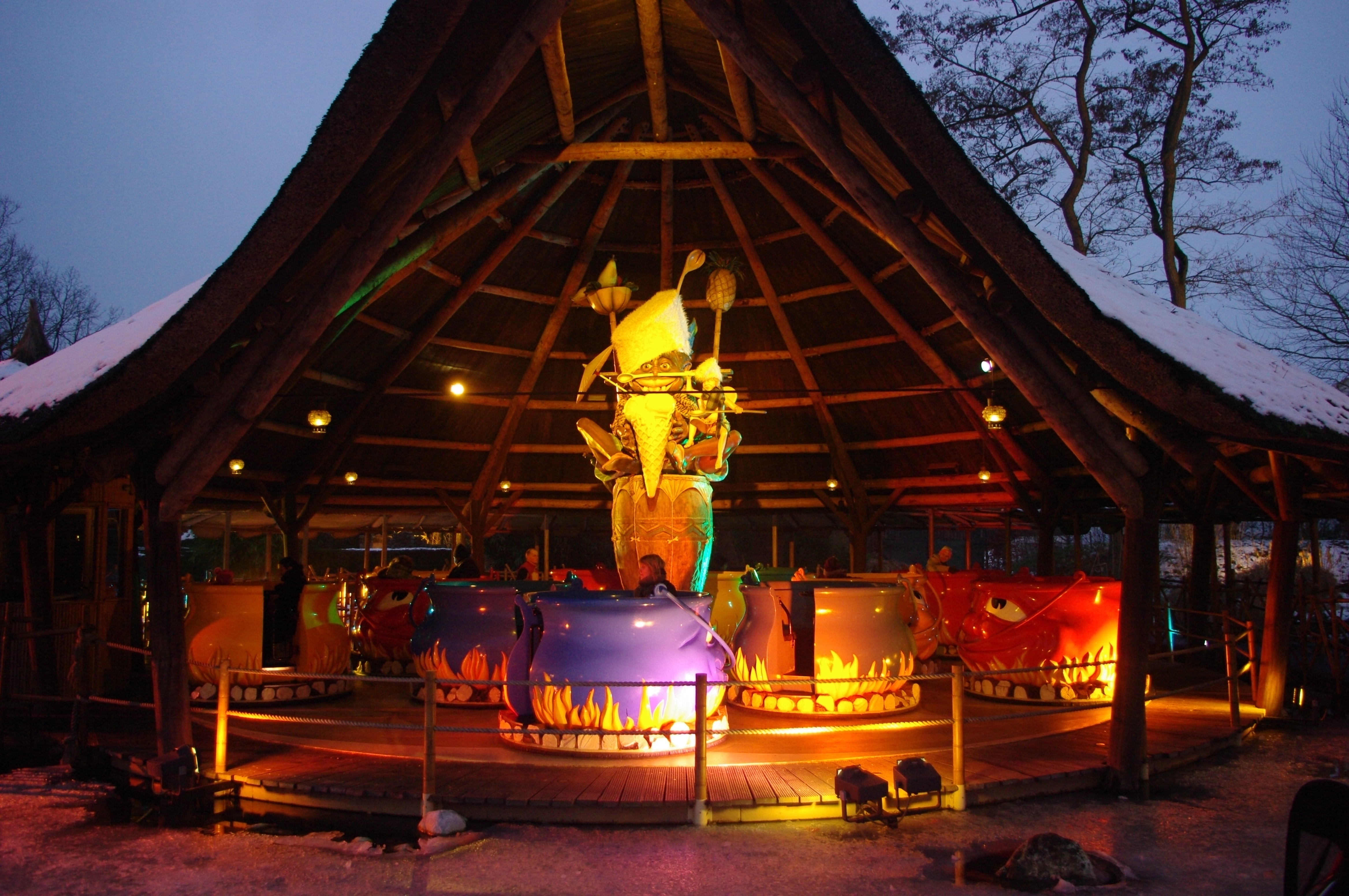
Monsieur Cannibale à Efteling
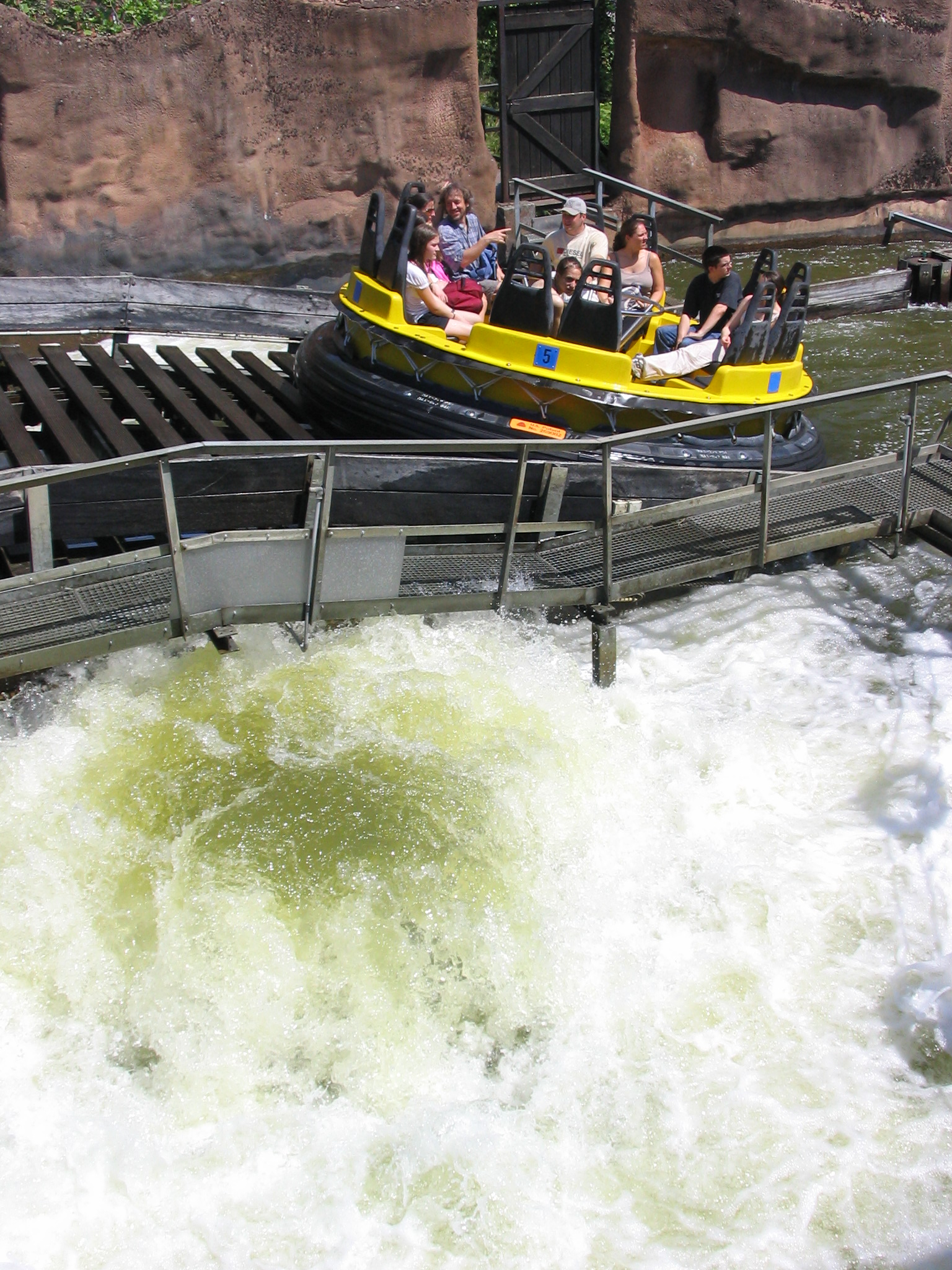
Radja River à Walibi Wavre
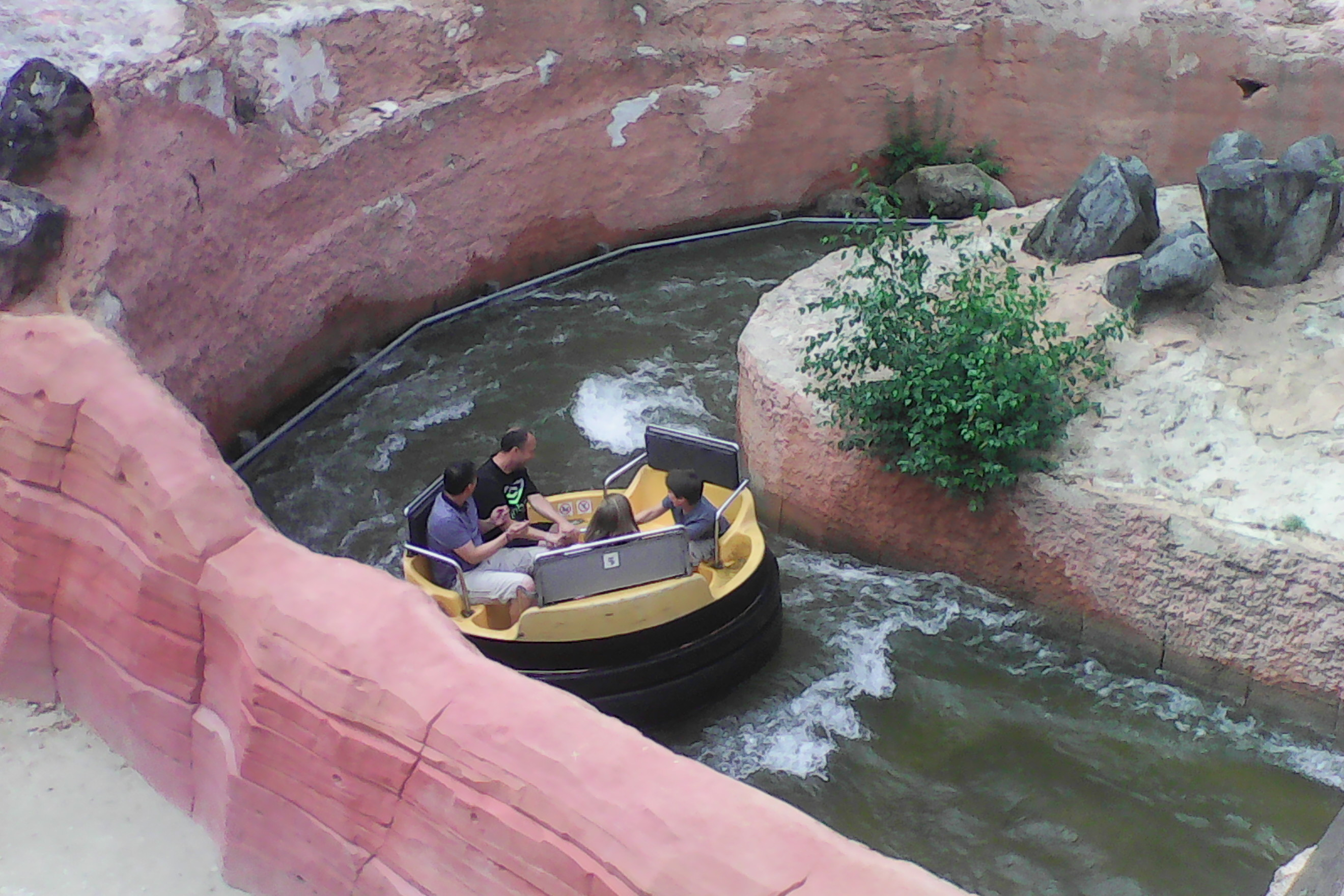
Rivière sauvage à La Mer de sable
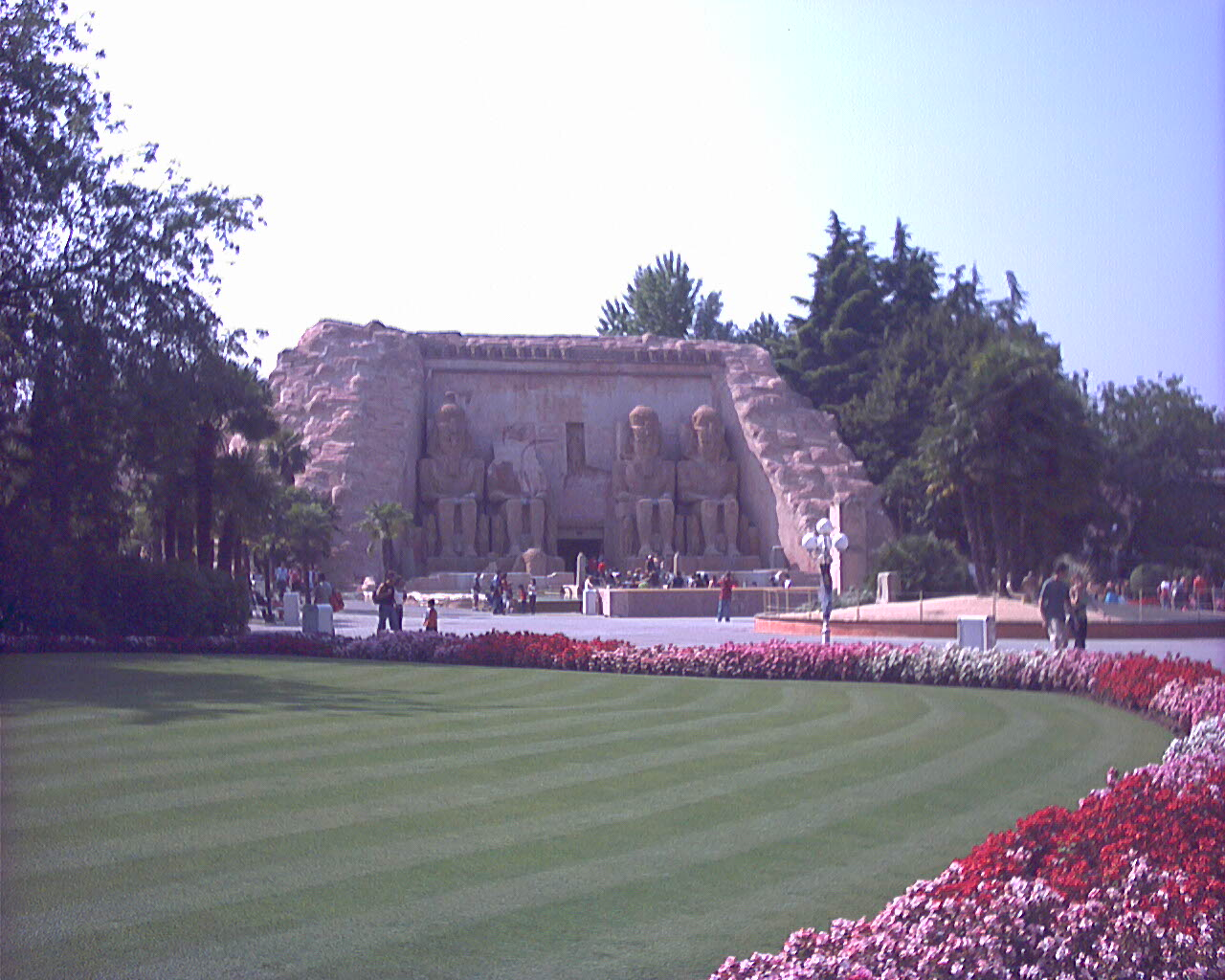
Valle dei Re à Gardaland

## Hôtels
- Disney's Caribbean Beach Resort au Walt Disney World Resort ( États-Unis)